# Mons Piton
Mons Piton är ett berg på den del av månen som vetter mot jorden. Det har fått sitt namn efter en bergstopp på den spanska ön Teneriffa, Kanarieöarna.
Mons Piton ligger i den östra delen av månhavet Mare Imbrium och är helt omgivet av detta månhav. Nordväst om Mons Piton ligger bergskedjan Montes Teneriffe längs Mare Imbriums norra kant, men så pass långt bort att Mons Piton – trots bergets namns ursprung – inte räknas dit. Norr om berget finns bergskedjan Montes Alpes, öster om den finns den stora kratern Cassini, i söder finns de stora kratrarna Aristullus och Archimedes, alla längs kanten av Mare Imbrium. Västnordväst om Mons Piton ligger den mindre kratern Piazzi Smyth, som också är helt omgiven av Mare Imbrium.
Eftersom Mons Piton ligger mitt i Mare Imbrium, kan den ge framträdande skuggor över månhavet vid soluppgång och solnedgång.